# ارنست بولانگر (آهنگساز)
ارنست بولانگر (انگلیسی: Ernest Boulanger; ۱۶ سپتامبر ۱۸۱۵ – ۱۴ آوریل ۱۹۰۰) آهنگساز، مربی موسیقی، استاد دانشگاه، خواننده، و رهبر (موسیقی) اهل فرانسه بود.
وی همچنین برندهٔ جوایزی همچون لژیون دونور (شوالیه) و جایزه بزرگ رم شده‌است.